# 최주은 (배우)
최주은(2005년 10월 4일~)은 대한민국의 배우이다.

## 출연작

### 드라마
- 2024년 TVING 좋거나 나쁜 동재 - 임유리 역

### 방송
- 2020년 채널A 2020 DIMF 뮤지컬 스타

### 공연
- 제14회 DIMF 폐막 콘서트
- 2023년 12월 6일 긴긴밤

## 학력
- 신등초등학교 (졸업)
- 창덕중학교 (졸업)
- 국립전통예술고등학교 음악연극과 (졸업)
- 한국예술종합학교 연극원 연기과 (재학)